# John Prine (album)
Az 1971-es John Prine John Prine első nagylemeze. Az album felkerült a Rolling Stone magazin 2012-ben összeállított, 500 legjobb nagylemezt felsoroló listájára a 452. helyen (a 2003-ban kiadott listán 458. volt a nagylemez). Szerepel az 1001 lemez, amit hallanod kell, mielőtt meghalsz című könyvben.

## Az album dalai
| 1. | Illegal Smile     | John Prine | 3:10 |
| 2. | Spanish Pipedream | Prine      | 2:37 |
| 3. | Hello In There    | Prine      | 4:29 |
| 4. | Sam Stone         | Prine      | 4:14 |
| 5. | Paradise          | Prine      | 3:10 |
| 6. | Pretty Good       | Prine      | 3:36 |

| 1. | Your Flag Decal Won't Get You Into Heaven Anymore | Prine | 2:51 |
| 2. | Far From Me                                       | Prine | 3:38 |
| 3. | Angel From Montgomery                             | Prine | 3:43 |
| 4. | Quiet Man                                         | Prine | 2:50 |
| 5. | Donald and Lydia                                  | Prine | 4:27 |
| 6. | Six O'Clock News                                  | Prine | 2:49 |
| 7. | Flashback Blues                                   | Prine | 2:33 |

## Helyezések
| Év   | Lista                | Helyezés |
| ---- | -------------------- | -------- |
| 1972 | Billboard Pop Albums | 154      |

## Közreműködők
- John Prine – ének, akusztikus gitár
- Reggie Young – szólógitár
- Leo LeBlanc – pedal steel gitár
- John Christopher – ritmusgitár
- Bobby Emmons – orgona
- Bobby Wood – zongora
- Mike Leach – basszusgitár
- Gene Chrisman – dob
- Bishop Heywood – ütőhangszerek

A Paradise-on
- John Prine – ének, akusztikus gitár
- Steve Goodman – harmonikus vokál, akusztikus gitár
- Dave Prine – hegedű
- Neal Rosengarden – basszusgitár

A Flashback Blues-on
- John Prine – ének, akusztikus gitár
- Steve Goodman – akusztikus gitár
- Noel Gilbert – hegedű
- Mike Leach – basszusgitár
- Bishop Heywood – dob
- Gene Chrisman – csörgődob

## Fordítás
Ez a szócikk részben vagy egészben a John Prine (album) című angol Wikipédia-szócikk ezen változatának fordításán alapul.  Az eredeti cikk szerkesztőit annak laptörténete sorolja fel. Ez a jelzés csupán a megfogalmazás eredetét és a szerzői jogokat jelzi, nem szolgál a cikkben szereplő információk forrásmegjelöléseként.